# Im Seung-hwi
Dans ce nom coréen, le nom de famille, Im, précède le nom personnel.
Im Seung-hwi, né le 3 février 1946, est un footballeur international nord-coréen, évoluant au poste de milieu de terrain.

## Carrière
Il dispute l'ensemble des matchs des nord-coréens lors de la Coupe du monde 1966. Sélectionné pour les barrages contre l'Australie, il conserve cette place au sein de l'équipe lors de la phase finale de la coupe du monde.